# Осада Владимира-Волынского (1156)
Осада Владимира-Волынского — неудачная попытка Юрия Долгорукого захватить Волынь для своего племянника Владимира Андреевича в соответствии с договором с его отцом, воспользовавшись предыдущим захватом Волыни Мстиславом Изяславичем у его дяди Владимира Мстиславича.

## Ход событий
Мстислав Изяславич на протяжении киевского княжения своего отца и его борьбы против Юрия Долгорукого княжил в Переяславле и был основным исполнителем поручений своего отца, под контролем которого находились в тот период помимо Киева и Переяславля также Туров и Волынь.
После смерти Изяслава в 1154 году волынским князем стал Владимир Мстиславич. Из-за нерешительности Ростислава Мстиславича смоленского в действиях по удержанию киевского княжения Мстислав покинул Переяславль. Киевским князем стал Юрий Долгорукий, посадивший в Турове и Переяславле своих сыновей.
В 1156 году Мстислав выгнал своего дядю, мачешича Владимира Мстиславича из Владимира-Волынского, сделав первый шаг к возвращению отцовского наследства. Владимир бежал в Венгрию. Юрий Долгорукий получил повод вмешаться в волынские дела с целью посадить на волынское княжение Владимира Андреевича, хотя до последнего момента Юрий преподносил свои действия как восстановление прав Владимира Мстиславича.
Осада продолжалась 10 дней, дружина Юрия и галичане вели штурмы от двух ворот. Во время осады Владимир Андреевич совершил рейд в червенскую землю и был ранен стрелой в горло со стены Червена.
Когда союзники отступили от Владимира-Волынского и стали уходить на восток в направлении Киева, Мстислав совершил вылазку и жёг сёла до Дорогобужа, который в итоге и был дан Юрием Владимиру Андреевичу с прилегающей волостью — Погориной.

## Результаты
Мстислав Изяславич существенно укрепил свои позиции, впоследствии смог оставить Волынское княжество своим потомкам. Ростислав Мстиславич, прежде признавший Долгорукого киевским князем, был недоволен нарушением прав своей линии, что подтолкнуло Ростислава и Мстислава поддержать Изяслава Давыдовича в качестве претендента на киевское княжение. Выступление союзников не состоялось по причине смерти Юрия (1157). Изяслав стал киевским князем, но позже был свергнут Ростиславом и Мстиславом и убит чёрными клобуками (1161).